# 威拉德 (喬治亞州)
威拉德（英語：Willard）是位於美國喬治亞州普特南縣的一個非建制地區。該地的面積和人口皆未知。

## 地理
威拉德的座標為33°18′26″N 83°29′02″W / 33.30722°N 83.48389°W，而該地的平均海拔高度為169米（即554英尺）。